# Jusuf Habibie
Jusuf Habibie   (Pare-Pare, 25 de juny de 1936 - Gatot Soebroto Army Hospital, 11 de setembre de 2019) conegut com a B.J. Habibie, va ser un polític indonesi, tercer President d'Indonèsia entre 1998 i 1999.
Graduat com enginyer aeronàutic a la Universitat d'Aquisgrà, Alemanya el 1960; va rebre el títol de doctorat el 1965. L'any 1974 el President Suharto el convenç de tornar a Indonèsia i el nomena Assessor Tecnològic de la Presidència. El 1978 és designat Ministre de Tecnologia i Investigació, càrrec que exerciria durant 20 anys i que el convertiria en un dels més influents membres del règim de Suharto.
Al març de 1998 és elegit vicepresident pel Parlament i dos mesos després, amb la renúncia de Suharto, es converteix en president, seguint la mateixa línia política del règim. Però a principis de 1999 emprèn una forta reforma política, promovent el pluralisme i la descentralització del país. Convocat un nou Parlament a l'octubre de 1999, Habibie perd la possibilitat de continuar el seu mandat davant el líder islamista Abdurrahman Wahid.